# Riismo
El riismo es una propuesta de modificación del esperanto.

## Características generales
- El pronombre personal 'ri' sustituye a 'li' (él) o a ŝi (ella) cuando el género no sea conocido o relevante.
- Un nuevo sufijo -iĉ- (masculino) se utiliza de forma similar al actual -in- (femenino), con lo que la palabra sin sufijo no indica género. No se utilizará ninguno de los sufijos si el género no es relevante.

## Argumentos a favor del riismo
El riismo utiliza una forma similar a otros idiomas, como una tercera persona del singular que no indica el género.
Ya existen obras escritas en las que el sufijo -iĉ- se utiliza como por ejemplo "Sur la linio" ('Sobre la línea') de Jorge Camacho Cordón.

## Contraargumentos
La mayor parte de los fundamentos del riismo se ven como incompatibles con el fundamento del esperanto por parte de los no riistas. La creación de nuevos sufijos no va contra éste (de hecho, existen algunos sufijos posteriores al fundamento), pero el cambio de significado de las palabras sin sufijo se considera incompatible.
- Se puede utilizar el pronombre ĝi para casos en el que no se conozca el género de la persona.
- El pronombre personal 'ri' es demasiado difícil de distinguir para los asiáticos.

- Datos: Q590938